# 埃丽卡·费拉约利
埃丽卡·费拉约利（義大利語：Erika Ferraioli，1986年3月23日—），意大利女子游泳运动员，2014年世界短池游泳锦标赛女子4×100米自由泳接力和混合4×50米混合泳接力铜牌得主、2016年世界短池游泳锦标赛女子4×50米混合泳接力、女子4×100米自由泳接力银牌得主和女子4×50米自由泳接力铜牌得主。